# Janick Kamber
Janick Kamber, né le 26 février 1992 à Mümliswil-Ramiswil, est un footballeur suisse qui évolue au club de Neuchâtel Xamax FCS.

## Biographie
Janick Kamber naît le 26 février 1992 à Mümliswil-Ramiswil et découvre le football avec le club de cette commune, avant de rejoindre le mouvement junior du FC Bâle. Au printemps 2009, il participe au championnat d’Europe des moins de 17 ans avec la Suisse en atteignant la demi-finale et se qualifiant ainsi pour la Coupe du monde de cette catégorie d’âge. Durant ce tournoi, il participe à six des sept rencontres disputées par la Suisse, avec qui il remporte le titre après une victoire en finale contre le Nigéria, pays organisateur.
Durant la saison 2009-2010, il intègre l’équipe réserve du FC Bâle, qui milite en 1re ligue, jouant neuf matchs de championnat. La saison suivante, il la dispute à nouveau avec les espoirs bâlois, mais joue un match de Coupe de Suisse avec l’équipe première.
Barré en première équipe bâloise, Kamber s’engage, au début de la saison 2011-2012, avec le FC Lausanne-Sport, club néopromu en Super League et fait ses débuts en première division suisse. Malgré deux saisons solides, lors desquelles il joue 32 matchs de championnat et inscrit un but, il n’est pas conservé en raison d’une blessure à un genou. Après s’être remis sur pied, il signe, en novembre 2013, au FC Biel-Bienne, qui milite en deuxième division. Il reste trois saisons dans le club du Seeland, jouant au total 64 parties et marquant cinq buts. Sa dernière année est marquée par d’importants problèmes financiers qui touche son club, qui ne parvient pas à verser les salaires et qui est finalement relégué administrativement.
Son contrat devenu caduc, Kamber s’engage alors avec le FC Wohlen, qui évolue également en Challenge League. Après une saison au club argovien, il s’engage avec le Neuchâtel Xamax FCS.

## Palmarès

### En équipe nationale
- U-17
  - Vainqueur de la Coupe du monde de football des moins de 17 ans en 2009

## Statistiques
| Saison                | Club                  | Championnat           | Championnat | Championnat | Coupe(s) nationale(s) | Coupe(s) nationale(s) | Sélection                     | Sélection | Sélection | Total | Total |
| Saison                | Club                  | Division              | M.          | B.          | M.                    | B.                    | Équipe                        | M.        | B.        | M.    | B.    |
| 2009-2010             | FC Bâle U21           | 1re ligue             | 9           | 1           | -                     | -                     | Suisse -17 ans Suisse -18 ans | 6 1       | 0         | 16    | 1     |
| 2010-2011             | FC Bâle               | Super League          | -           | -           | 1                     | 0                     | -                             | -         | -         | 1     | 0     |
| 2010-2011             | FC Bâle U21           | 1re ligue             | 27          | 0           | -                     | -                     | Suisse -19 ans                | 11        | 1         | 38    | 1     |
| Sous-total            | Sous-total            | Sous-total            | 36          | 1           | 1                     | 0                     | -                             | 18        | 1         | 55    | 2     |
| 2011-2012             | FC Lausanne-Sport     | Super League          | 18          | 1           | 2                     | 0                     | Suisse -20 ans                | 2         | 0         | 22    | 1     |
| 2012-2013             | FC Lausanne-Sport     | Super League          | 14          | 0           | 2                     | 0                     | Suisse -20 ans                | 4         | 0         | 20    | 0     |
| Sous-total            | Sous-total            | Sous-total            | 32          | 1           | 4                     | 0                     | -                             | 6         | 0         | 42    | 1     |
| 2013-2014             | FC Biel-Bienne        | Challenge League      | 13          | 0           | -                     | -                     | -                             | -         | -         | 13    | 0     |
| 2014-2015             | FC Biel-Bienne        | Challenge League      | 28          | 2           | 2                     | 0                     | -                             | -         | -         | 30    | 2     |
| 2015-2016             | FC Biel-Bienne        | Challenge League      | 19          | 3           | 2                     | 0                     | -                             | -         | -         | 21    | 3     |
| Sous-total            | Sous-total            | Sous-total            | 60          | 5           | 4                     | 0                     | -                             | -         | -         | 64    | 5     |
| 2016-2017             | FC Wohlen             | Challenge League      | 33          | 0           | -                     | -                     | -                             | -         | -         | 33    | 0     |
| Sous-total            | Sous-total            | Sous-total            | 33          | 0           | -                     | -                     | -                             | -         | -         | 33    | 0     |
| 2017-2018             | Neuchâtel Xamax FCS   | Challenge League      | 23          | 0           | -                     | -                     | -                             | -         | -         | 23    | 0     |
| 2018-2019             | Neuchâtel Xamax FCS   | Super League          | 31          | 0           | 1                     | 0                     | -                             | -         | -         | 32    | 0     |
| Sous-total            | Sous-total            | Sous-total            | 54          | 0           | 1                     | 0                     | -                             | -         | -         | 55    | 0     |
| Total sur la carrière | Total sur la carrière | Total sur la carrière | 215         | 7           | 10                    | 0                     | -                             | 24        | 1         | 249   | 8     |